# Jacob Daniel Bruce

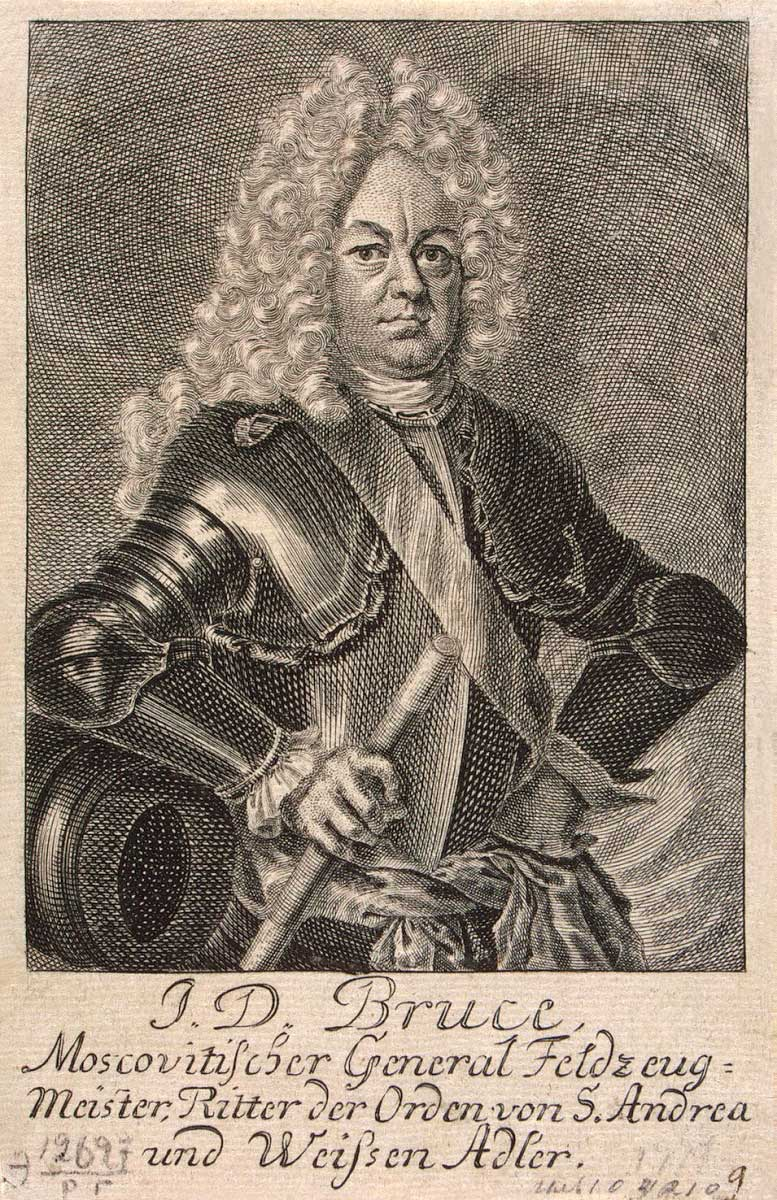
Jacob Daniel Bruce

Jacob Daniel Bruce (russisch Яков Вилимович Брюс/Jakow Wilimowitsch Brjus, engl. James Bruce; * 1669 in Moskau; † 19. Apriljul. / 30. April 1735greg. in Glinki bei Moskau) war ein schottischstämmiger Generalfeldzeugmeister im Dienst der russischen Armee.

## Herkunft
Jacob Daniel Bruce war Sohn des schottischen Adligen William Bruce, der dem Clan Bruce angehörte, im Jahre 1649 nach Russland einwanderte und somit Stifter der russischen Grafen Bruce war. Sein Vater diente insgesamt über 30 Jahre in der russischen Armee, bis zu seinem Tod 1680. Der Vater erreichte den Rang eines Generalmajors. Sein ein Jahr älterer Bruder, Robert Bruce, erreichte ebenso eine bedeutende Position im petrinischen Russland. Weiterhin hatten die Brüder noch eine Schwester.

## Leben
Jacob war elf, als sein Vater starb. Nach dem Tod seines Vaters wurde Patrick Gordon sein Mentor. Er sammelte sein Wissen in der Ausländervorstadt bei Moskau an. Die dortige Nähe zu ausländischen Handwerkern, Ärzten, Soldaten, Künstlern, Händlern, Juwelieren ermöglichten es ihn, sich ein großes Wissen anzueignen, so gehörte er zu einer elitären Gruppe von jungen Ausländern, die durch ihr Weltmännisches Interesse einerseits geprägt waren, aber auch mit der russischen Welt vertraut waren.
Seinen Militärdienst begann er im Alter von 17 Jahren als Fähnrich, zusammen mit seinem Bruder in den Spielregimentern von Peter I. Bruce beteiligte sich an den Krimfeldzügen 1687 und 1689 gegen das Osmanische Reich und an den Asowschen Feldzügen (1695–1696) im Rahmen des von Zar Peter I. geführten Russisch-Türkischen Kriegs. Er begleitete Peter I. während seiner Großen Gesandtschaft nach Holland und als einer von 16 Freiwilligen begleitete er den Zaren im Januar 1698 nach England. Er erreichte London am 11. Januar, zu einem Zeitpunkt, als dort die besten Astronomen und Mathematiker ihrer Zeit wirkten. In den nächsten neun Monaten konnte Bruce in London viel Wissen ansammeln. Nach seiner Rückkehr zusammen mit Peter, hielt er den Kontakt zu John Flamsteed aufrecht. 1699 wurde er von Peter beauftragt, eine Mathematische-Navigationsschule in Moskau zu errichten.
Im Jahr 1700 wurde er zum Major der Artillerie ernannt und beteiligte sich an der Vorbereitung des Krieges gegen Schweden. Im Jahre 1702 gründete Bruce das erste Observatorium in Moskau.
Während des Großen Nordischen Kriegs unterstützte Bruce die Entwicklung der russischen Artillerie. Einer seiner ersten Maßnahmen bestand darin, das Artillerieregiment zu schaffen. Danach trennte er die Feld- und Belagerungsartillerie. Er standardisierte das System der Pfundeinteilung der Artillerie, so dass ein russisches Pfund (0,4 Kilogramm) auf eine Eisenkugel von fünf Zentimeter kam. Er beaufsichtigte die Prüfung neuer Läufe, arbeitete eng mit den Gießern zur Verbesserung der Gestaltung und der Qualität der Läufe zusammen und half bei der Ausfertigung genauer Pläne und Abmessungen der Läufe mit. Eine seiner bedeutendsten Leistungen war die Verringerung des Gewichts der Läufe, so dass ein 12-Pfünder von 120 auf 30 pud reduziert wurde. Auch die Fahrwerke verbesserte er mit dem Ziel, ihre Stabilität und Beweglichkeit zu verbessern. Dadurch wurden alle Bestandteile der Fahrwerke nach vorgegebenen Spezifikationen gefertigt. Als Artilleriekommandant führte er im Jahre 1709 den Kampf um Poltawa, wofür er zum Ritter des St. Andreas-Ordens erhoben wurde. Auch bei einer Reihe von Belagerungen (u. a. Belagerung von Wyborg) befehligte er die Artillerie.
Im Jahre 1721 wurde Bruce in den Stand eines russischen Grafen erhoben und gemeinsam mit Heinrich Johann Friedrich Ostermann zum russischen Unterhändler beim Abschluss des Friedens von Nystad ernannt, der Russland einen großen Gebietszugewinn verschaffte. Nach dem Tod von Peter I. mochte er sich nicht an den Machtkämpfen des Hofs beteiligen und gab alle Ämter ab. Im Jahre 1726 zog sich Bruce auf seinen Landsitz in Glinki zurück, wo er sich der Wissenschaft widmete.
Jakob Bruce beherrschte acht europäische Sprachen in Wort und Schrift, stellte das erste holländisch-russische und russisch-holländische Wörterbuch zusammen und redigierte viele Mathematik-, Militärfach- und Geografiebücher. Er kommunizierte mit führenden Wissenschaftlern seiner Zeit wie Newton, Leibniz und Tatischtschew. Zeit seines Lebens legte er eine große Sammlung wissenschaftlicher Werke an. Nach seinem Tod wurden die etwa 1.500 Bände von 1735 bis 1739 in den Bestand der Bibliothek der Russischen Akademie der Wissenschaften übergeben. Am 30. April 1735 starb er in Glinki, ohne Nachkommen zu hinterlassen.